# Sermu

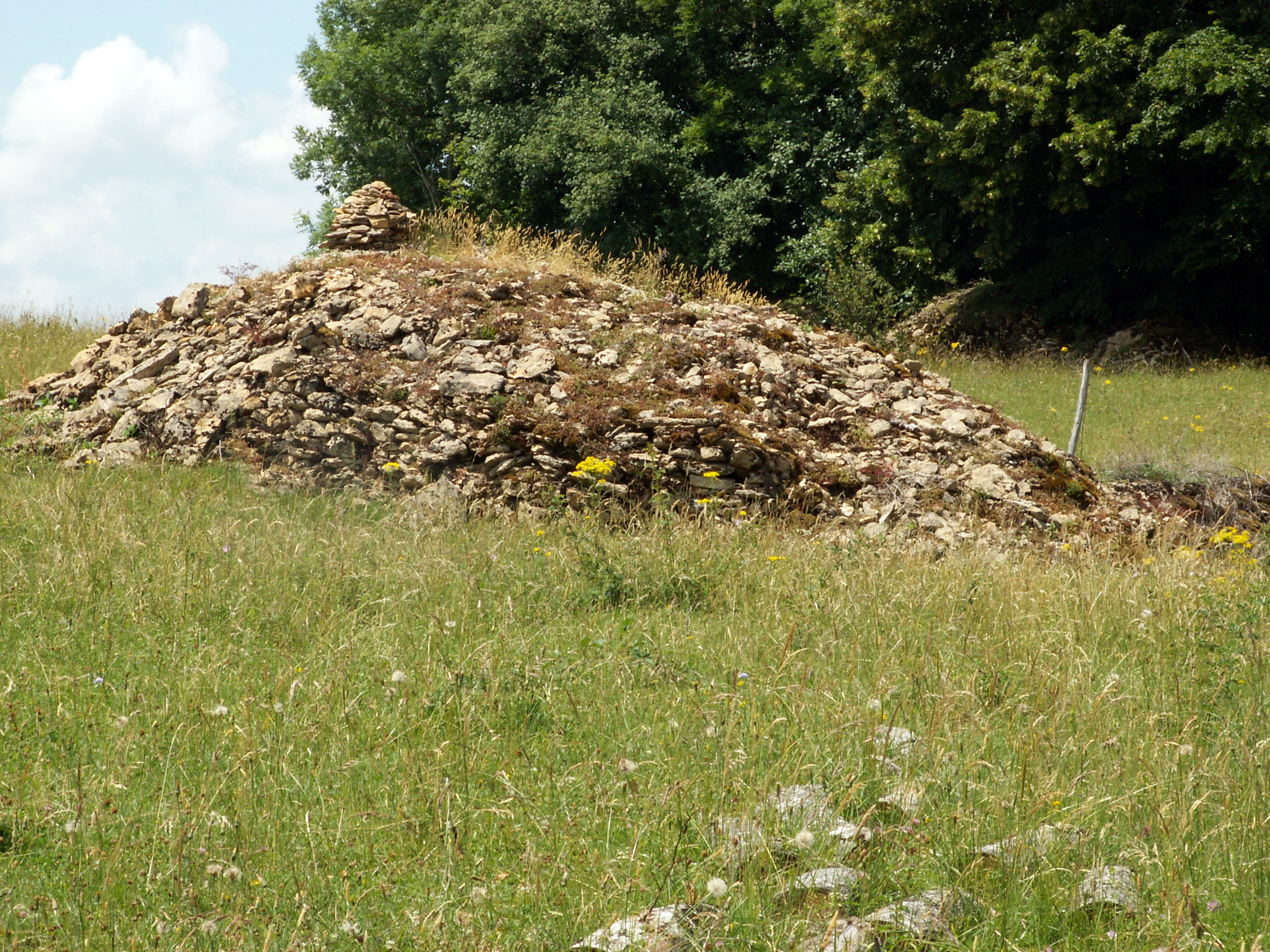
Plateau de Sermu : Habitat en lauzes

Sermu est une ancienne commune française du département du Jura, aujourd'hui hameau de la commune de Baume-les-Messieurs. Elle est indépendante jusqu'en 1821, année de son rattachement à Baume-les-Messieurs.

## Démographie
| 1793 | 1800 | 1806 | 1821 |
| ---- | ---- | ---- | ---- |
| 82   | 82   | 103  | 75   |